# Federazione Italiana dei Circoli Numismatici
La Federazione Italiana dei Circoli Numismatici, in acronimo FICN, è un’Associazione culturale che raccoglie i sodalizi numismatici territoriali. Il proposito della FICN è la “la valorizzazione delle associazioni numismatiche territoriali attraverso incontri, lo scambio di esperienze, di informazioni e il coordinamento delle iniziative di carattere numismatico”.
Possono aderire alla FICN solo le associazioni numismatiche territoriali dotate di codice fiscale, senza fine di lucro e che condividano le finalità di cui all’art. 2 dello Statuto della FICN. Associarsi è semplice basta presentare la propria candidatura e la documentazione necessaria al consiglio direttivo, dichiarando di accettare lo statuto e il regolamento della Federazione Italiana dei Circoli Numismatici.

## Antefatto
Il 5 ottobre del 1969 al Convegno Numismatico di Montecatini fu proposta dal prof. Panvini Rosati l’idea di una Federazione Numismatica dei Circoli Italiani. La sua costituzione ufficiale si ebbe a Bergamo il 9 aprile 1972 dove davanti a un notaio si presentò l'assemblea dei presidenti dei Circoli Numismatici Italiani. Questa Federazione divenne una realtà, raccogliendo l’adesione di oltre trenta circoli. Ad oggi non è ben chiaro perché un progetto nato con le migliori intenzioni tracollò e si dissolse al principio degli anni Ottanta del XX secolo.
Negli anni successivi tanti furono i dibattiti tra i circoli numismatici e molte furono le occasioni per un confronto sulla scia di quell’iniziativa, ma purtroppo non trovarono una sintesi. Almeno fino al 2017, quando il Circolo Numismatico Bergamasco organizzò il 21 ottobre a Bergamo il “1° Congresso nazionale dei circoli numismatici”. I partecipanti accolsero con entusiasmo lo spirito di condivisione, desiderosi di fornire un supporto e assistenza alle piccole realtà territoriali interessate. Questo primordiale gruppo di circoli nel corso degli anni mantennero l’impegno di ritrovarsi annualmente. Lo scopo era avviare un confronto gestionale ed operativo tra le associazioni numismatiche. La divulgazione numismatica e culturale come sostegno al collezionismo di monete.
Seguirono i Congressi organizzati: a Padova nel 2018 dal Circolo Numismatico Patavino; a Genova nel 2019 dal Circolo Numismatico Ligure «Corrado Astengo». Il 2020 la pandemia di COVID19 bloccò l’organizzazione del 4º Congresso che si doveva tenere ad Asola, fu tutto rinviato a data da destinarsi. Il desiderio di mantenere i contatti e un dialogo in un periodo così critico si risolse attraverso una brillante idea degli incontri on-line, che da allora non si sono più fermati. L’emergenza pandemica passò e nel 2021 il Circolo Filatelico Numismatico Città di Asola poté organizzare il Congresso. A conclusione del quale si era manifestata l’intenzione di creare una Federazione che raccogliesse le associazioni numismatiche territoriali.

## I costituenti
Nel 2022 i contatti nel gruppo dei circoli numismatici si intensificarono e nuovi circoli si aggiunsero. Emerse così la volontà da parte di molti, di tradurre l’iniziativa in una forma federativa in grado di dar voce alle esigenze delle singole associazioni numismatiche Il compito di portare avanti il progetto fu raccolto da: Bertozzi Massimo del Circolo Filatelico Numismatico e Collezionistico Parmense; Gentili Loris Alessandro del Circolo Numismatico Monzese; Mazzarello Silvio del Centro Numismatico Valdostano; Salardi Moreno del Circolo Filatelico Numismatico Città di Asola; Sanavia Gianpietro del Circolo Numismatico Patavino; Veritti Marco del Circolo Filatelico Numismatico Tarvisiano. In questa comunione d’intenti si impegnarono e si fecero carico di: organizzare ed avviare la futura Federazione Italiana dei Circoli Numismatici e redigere lo Statuto associativo.

## La fondazione della FICN
Il sogno si avverò il 21 ottobre 2023 a Monza, in occasione del 5° Congresso Nazionale dei Circoli Numismatici, dove venne costituita ufficialmente la FICN. L’atto costitutivo è stato sottoscritto da tredici circoli fondatori: il Centro Culturale Numismatico di Milano; il Centro Filatelico Numismatico di Pordenone; il Centro Numismatico Valdostano di Aosta; il Circolo Collezionisti di Chiari; il Circolo Culturale di Filatelia, Numismatica e Militaria di Salò; il Circolo Filatelico Numismatico Collezionistico di Parma; il Circolo Filatelico Numismatico di Asola; il Circolo Filatelico Numismatico di Tarvisio; il Circolo Numismatico di Bergamo; il Circolo Numismatico di Monza; il Circolo Numismatico di Padova; la Società Ligure di Storia Patria – Sezione Circolo Numismatico Ligure «Corrado Astengo» di Genova; la Società Mediterranea di Metrologia Numismatica di Bari.

### L'atto costitutivo
Il 21 ottobre 2023 a Monza presso la Sala Maddalena, in via Santa Maddalena 7, si riunirono in assemblea i rappresentanti dei Circoli fondatori. In qualità di presidente dell’assemblea venne designato Gentili Loris Alessandro, il quale nominò per assisterlo e coadiuvarlo nella riunione Mazzarello Silvio, quale segretario ed estensore dell’atto costitutivo.
Il presidente dell’assemblea costitutiva illustrò i motivi che hanno spinto gli aderenti a promuovere la costituzione di una associazione. Dette lettura dello statuto contenente le norme relative al funzionamento della Federazione Italiana dei Circoli Numismatici, che venne approvato all’unanimità. Gli aderenti, di comune accordo, convennero e stipularono la costituzione fra i soci una associazione senza fini di lucro, ai sensi dell’art. 36 del Codice Civile, denominata “Federazione Italiana dei Circoli Numismatici”.

### Lo scopo
La Federazione Italiana dei Circoli Numismatici promuove e divulga, con mezzi idonei e opportune iniziative, la conoscenza e l’interesse numismatico. Al fine di massimizzare le sinergie dei singoli circoli aderenti nello studio della numismatica e nella sua valorizzazione.

### L'attività
La FICN, avvalendosi dell’attività di volontariato dei propri soci, esercita in via esclusiva il perseguimento senza scopo di lucro le finalità: civiche, solidaristiche e di utilità sociale. Attraverso lo svolgimento prevalentemente in favore di terzi di una o più delle seguenti attività di interesse generale (art. 5 del D.Lgs nº 117 del 2017):
1. predisporre incontri, online o in presenza, finalizzati a programmare le attività operative e lo scambio informativo tra i soci[17];
2. organizzare periodicamente un Congresso Nazionale tra le associazioni, le organizzazioni ed istituzioni a carattere numismatico-culturale[18];
3. facilitare la condivisione delle informazioni del patrimonio bibliografico, degli studi dei soci al fine di renderlo consultabile a tutti gli aderenti[19];
4. dotarsi di un portale web e grazie all’utilizzo dei digital media diffondere e promuovere le attività dei soci[20];
5. disporre e mantenere un calendario sui convegni ed eventi a tema numismatico organizzati sul territorio nazionale ed internazionale, favorendo il coordinamento delle iniziative tra i soci evitandone, dove è possibile, la sovrapposizione delle attività[21];
6. svolgere ogni altra attività secondaria, direttamente connessa o accessoria a quelle istituzionali non specificamente menzionata in tale elenco, idonee a perseguirne il raggiungimento delle finalità ai sensi dell’art.2 dello Statuto[22];

### I principi fondanti
La FICN avrà come principi informatori, analizzati dettagliatamente nello Statuto sociale: assenza di fini di lucro, democraticità della struttura, elettività, gratuità delle cariche associative, gratuità delle prestazioni fornite dagli aderenti, sovranità dell'assemblea, prevalenza delle prestazioni dei volontari, diritti e obblighi degli associati, norme sulla devoluzione del patrimonio residuo in caso di scioglimento, norme sull’ordinamento, sull’amministrazione e sulla rappresentanza dell’organizzazione, i requisiti per l’ammissione di nuovi soci.

### Il consiglio direttivo e il consiglio dei probiviri
Per il triennio 2023-2026 vengono eletti quali membri del primo consiglio direttivo:
- Bertozzi Massimo del Circolo Filatelico Numismatico e Collezionistico Parmense (PR)
- Gentili Loris Alessandro del Circolo Numismatico Monzese (MB)
- Mazzarello Silvio del Centro Numismatico Valdostano (AO)
- Salardi Moreno del Circolo Filatelico Numismatico Città di Asola (MN)
- Sanavia Gianpietro del Circolo Numismatico Patavino (PD)

A Presidente viene eletto Sanavia Gianpietro. Per le altre cariche vengono eletti: Mazzarello Silvio (Segretario); Salardi Moreno (Tesoriere); Bertozzi Massimo (Consigliere); Gentili Loris Alessandro (Consigliere).
Viene in seguito stabilito il primo mandato del consiglio dei probiviri per il triennio 2023-2026, composto da tre membri e nominano a farne parte: Massetti Massimo del Circolo Collezionisti Città di Chiari (BS); Ruotolo Giuseppe M. della Società Mediterranea di Metrologia Numismatica (BA);Schivo Matteo del Circolo Numismatico Ligure «Corrado Astengo» (GE).

## Logo della FICN
Il logo della FICN si è ispirato alla monetazione del Governo Provvisorio di Milano del 1848, tanto apprezzata e ricercata dai collezionisti. Nello specifico sul rovescio di quelle monete, viene raffigurata l’allegoria dell’Italia turrita paludata, posta su mensola con sotto base.
Quest’impronta rappresenta una figura femminile ha il braccio sinistro alzato ed indica con il dito indice della mano il lemma CIRCOLI. Questo infatti è uno dei punti cardine della FICN: la centralità dei Sodalizi e non dei personalismi. La punta dell’asta che la figura regge con la mano destra individua l’aggettivo: ITALIANA a indicare non tanto i confini geografici nazionali ma l’unità linguistica. Alla legenda (da ore sette): FEDERAZIONE ITALIANA dei CIRCOLI NUMISMATICI. In esergo l’anno della costituzione della sua costituzione in cifre romane: MMXXIII. Il logo riassume nel limitato spazio quelli che sono i principi fondanti della FICN.

## Il Congresso Nazionale dei Circoli Numismatici
Il Congresso Nazionale dei Circoli Numismatici è una iniziativa rivolta ai Circoli numismatici sorta nel 2017 allo scopo di avviare una collaborazione ed un confronto tra le associazioni numismatiche. Le edizioni dal 2017 al 2023 hanno rappresentato la principale iniziativa del gruppo dei circoli numismatici. Dopo la costituzione della FICN unanimemente gli associati hanno deciso di mantenere la numerazione proseguendo lo spirito primigenio. Il Congresso Nazionale dei Circoli Numismatici è tra le principali iniziative della FICN. Il più importante evento di incontro tra i Circoli Numismatici dove è possibile approfondire ogni aspetto della vita associativa.

### Elenco dei Congressi Nazionali dei Circoli Numismatici
- 1° a Bergamo il 21 ottobre del 2017, organizzato dal Circolo Numismatico Bergamasco
- 2° a Padova il 27 ottobre del 2018, organizzato dal Circolo Numismatico Patavino
- 3° a Genova il 5 ottobre del 2019, organizzato dal Circolo Numismatico Ligure «Corrado Astengo»
- 4° ad Asola l'8 ottobre del 2022, organizzato dal Circolo Filatelico Numismatico Città di Asola
- 5° a Monza il 21 ottobre del 2023, organizzato dal Circolo Numismatico Monzese
- 6° a Salò il 28 settembre 2024, organizzato dal Circolo Culturale di Filatelia, Numismatica e Militaria
- 7° ad Aosta il 20 settembre 2025, organizzato dal Centro Numismatico Valdostano.

## Associazioni numismatiche territoriali federate
La Federazione Italiana dei Circoli Numismatici ha i propri rappresentanti nelle seguenti regioni d’Italia:
VALLE D’AOSTA
- Centro Numismatico Valdostano (AO)

PIEMONTE
- Circolo Numismatico Torinese (TO)

LIGURIA
- Circolo Filatelico Numismatico Sestrese "Baia delle Favole" (GE)
- Società Ligure di Storia Patria – Sezione Circolo Numismatico Ligure «Corrado Astengo» (GE)

LOMBARDIA
- Centro Culturale Numismatico Milanese (MI)
- Circolo Collezionisti Città di Chiari (BS)
- Circolo Culturale di Filatelia, Numismatica e Militaria di Salò (BS)
- Circolo Culturale Filatelico Numismatico Morbegnese (SO)
- Circolo Filatelico Numismatico Bresciano (BS)
- Circolo Filatelico Numismatico Città di Asola (MN)
- Circolo Filatelico Numismatico "Mario Bella" (MB)
- Circolo Filatelico Numismatico Palazzolese (BS)
- Circolo Numismatico Bergamasco (BG)
- Circolo Numismatico Monzese (MB)

VENETO
- Circolo Numismatico Patavino (PD)
- Circolo Filatelico Numismatico Noale (VE)

FRIULI VENEZIA GIULIA
- Centro Filatelico Numismatico Pordenonese (PN)
- Slovensko zamejsko numizmatično društvo «Janeza Vajkarda Valvasorja» (TS)

EMILIA ROMAGNA
- Circolo Filatelico Numismatico e Collezionistico Parmense (PR)

TOSCANA
- Circolo Filatelico Numismatico Pistoiese (PT)

PUGLIA
- Società Mediterranea di Metrologia Numismatica (BA)

La FICN si rivolge anche alle Associazioni esterne al territorio nazionale accumunate dalla lingua italiana:
SVIZZERA
CANTONE TICINO
- Circolo Numismatico Ticinese (TI)

## Come associarsi alla FICN
Possono aderire alla FICN solo le associazioni numismatiche territoriali dotate di codice fiscale, senza fine di lucro che condividano le finalità di cui all’art. 2 dello statuto della FICN. Di conseguenza le persone fisiche non sono ammesse.
Associarsi è semplice basta presentare la propria candidatura e la documentazione necessaria al consiglio direttivo, dichiarando di accettare lo statuto e il regolamento della Federazione Italiana dei Circoli Numismatici.